# Brad Spence
Brad Spence (Calgary, 19 aprile 1984) è un ex sciatore alpino canadese.

## Biografia
Spence, attivo in gare FIS dal dicembre del 1999, ha esordito in Nor-Am Cup il 13 marzo 2000 a Nakiska in slalom gigante e in Coppa del Mondo il 1º dicembre 2002 a Lake Louise in supergigante, in entrambi i casi senza completare la gara. In Nor-Am Cup ha ottenuto il primo podio il 15 dicembre 2002 a Lake Louise in discesa libera (2º) e la prima vittoria il 4 febbraio 2009 a Nakiska in slalom gigante; dal novembre del 2005 al dicembre del 2008 non ha preso parte ad alcuna gara.
Ai XXI Giochi olimpici invernali di Vancouver 2010, suo esordio olimpico, si è classificato 42° nello slalom gigante e non ha concluso lo slalom speciale; l'anno dopo ai Campionati mondiali di Garmisch-Partenkirchen 2011, sua unica presenza iridata, si è piazzato 38° nello slalom speciale.
Il 28 gennaio 2014 ha disputato la sua ultima gara in Coppa del Mondo, lo slalom speciale di Schladming, senza completarla; pochi giorni dopo, il 5 e 6 febbraio, ha colto a Stowe in slalom speciale la sua ultima vittoria e il suo ultimo podio (2°) in Nor-Am Cup. Ai XXII Giochi olimpici invernali di Soči 2014, suo congedo olimpico, non ha concluso lo slalom speciale; la sua ultima gara in carriera è stata lo slalom speciale dei Campionati canadesi 2014, il 26 marzo a Whistler, che non ha completato.

## Palmarès

### Coppa del Mondo
- Miglior piazzamento in classifica generale: 71º nel 2012

### Coppa Europa
- Miglior piazzamento in classifica generale: 82º nel 2011
- 1 podio:
  - 2 secondo posto

### Nor-Am Cup
- Miglior piazzamento in classifica generale 3° nel 2005 e nel 2009
- Vincitore della classifica di slalom gigante nel 2009
- Vincitore della classifica di slalom speciale nel 2009
- 17 podi:
  - 4 vittorie
  - 6 secondi posti
  - 7 terzi posti

#### Nor-Am Cup - vittorie
| Data            | Località    | Paese       | Specialità |
| --------------- | ----------- | ----------- | ---------- |
| 4 febbraio 2009 | Nakiska     | Canada      | GS         |
| 14 marzo 2009   | Lake Placid | Stati Uniti | SL         |
| 4 febbraio 2012 | Vail        | Stati Uniti | SL         |
| 5 febbraio 2014 | Stowe       | Stati Uniti | SL         |

Legenda:

GS = slalom gigante

SL = slalom speciale

### Campionati canadesi
- 6 medaglie[1]:
  - 2 ori (slalom gigante nel 2010; supercombinata nel 2011)
  - 3 argenti (slalom speciale nel 2003; supergigante nel 2005; slalom gigante nel 2011)
  - 1 bronzo (slalom speciale nel 2011)